# Hospital de Santiago (Toledo)
El Hospital de Santiago, también llamado Hospital de Santiago de los Caballeros o simplemente Hospital de los Caballeros, fue un hospital fundado en la ciudad de Toledo por el rey Alfonso VIII de Castilla a finales del siglo XII.

## Historia
Fue fundado por el rey en los inicios de la Orden de Santiago, con el fin de atender a los heridos de sus huestes, en tiempos de Sancho Fernández de Lemos, III maestre de la orden. Respecto a su fundación, hubo de producirse con anterioridad al año 1195, pues antes de dicho año, Gutierre Miguel de Segovia, ricohombre de Castilla, y III señor de Moratilla, Espirdo y Nombospes, donó al hospital este último lugar, como lo refiere Francisco Rades de Andrade: «Iten, la Aldea de Nombospes, que después dio a la Orden Gutierre Miguel, juntamente con Doña Enderazo su muger, y Don Garci Gutiérrez, y Don Pedro Gutiérrez sus hijos».
Estuvo situado en un edificio entre el alcázar de Toledo y el río Tajo, adosado a la muralla e inmediato a la puerta de Doce Cantos; además, contaba con una iglesia mudéjar dedicada a Santiago el Mayor.
Fue demolido en 1884.